# Понтійські гори

Понтійські гори — гори у Причорномор'ї Туреччини. Містять хребти Кюре й Ілгаз, що простягаються вздовж узбережжя на схід, на відстані за 30 км від моря досягають 1850–2150 м, зростаючи на схід від Синопа до 3000-3700 м і досягають найбільшої висоти в масиві Качкар з найвищою точкою піком Качкар 3932 м над рівнем моря. Вздовж берега тягнеться рівнинна смуга шириною в декілька кілометрів. У низці місць вона розділена гірськими відрогами, що безпосередньо виходять до моря.

## Орографія
Понтійські гори не є безперервним пасмом і розділяються глибокими міжгірськими долинами або ланцюжками котловин на кілька пасм, що прямують паралельно береговій лінії. На півночі Понтійські гори круто спускаються до Чорного моря, залишаючи вузьку прибережну смужку шириною в 5-10 км. Лише у гирлах великих річок Кизил-Ірмак, Ешиль-Ірмак та Сакарья узбережна рівнина розширюється до 60-70 км. Наявні тут нечисленні затоки неглибоко врізаються в суходіл і облямовуються крутими схилами поздовжніх гірських хребтів. Найбільші затоки північного узбережжя — Синопська та Самсунська.
Середня висота Понтійських гір приблизно 2500 м. У східній частині гірські хребти досягають найбільшої висоти (гора Качкар 3931 м); дуже круті схили, альпійські гребені та відсутність наскрізних долин роблять ці гори важкопрохідними. До заходу Понтійські гори знижуються до 900 м, максимальна їх висота там не перевищує 2000 м. У пасмовій частині на сході гір представлений альпійський рельєф.

## Геологія і тектоніка
Понтійські гори є складчасто-бриловим  обрамленням Малоазійського та частково Вірменського нагір'їв. Складені на заході переважно пісковиками, вапняками, адезитами, а також метаморфічними породами; на сході — гранітами, гнейсами, кристалічними сланцями, магматичними породами.

## Корисні копалини
На заході знаходиться Зонгулдакський кам'яновугільний басейн, а на сході — Мургулське родовище мідних та поліметалічних руд.

## Рослинність
На північних, більш вологих схилах (кількість опадів в Лазістані досягає 2000-3000 мм на рік) широколистяні ліси з дуба, бука, змінюються з висотою змішаними та хвойними лісами та луками; в західній частині Понтійських гір представлена рослинність типу маквіс. На південних схилах гірські степи та напівпустелі чергуються з заростями колючих кущів та змішаними лісами. Підгірні рівнини та міжгірські улоговини значною мірою оброблені та густо населені.